# Albert Triola Graupera
Albert Triola Graupera, né à Mataró le 10 novembre 1973, est un acteur espagnol.

## Biographie
Diplômé de l'Institut del Teatre de Barcelone en 1997, il complète sa formation par des études musicales de solfège et de piano.
Il travaille notamment avec Anna Lizaran (dans En attendant Godot), ainsi qu'avec Josep Maria Flotats, Alfredo Alcón et Àngel Llàcer.
Son rôle dans la pièce de théâtre Smiley de Guillem Clua, où il joue avec Ramon Pujol, le fait connaître au grand public. Smiley est adaptée en 2022 à la télévision par le réseau Netflix.